# کاپولین (کلرادو)
کاپولین (به انگلیسی: Capulin) یک منطقهٔ مسکونی در ایالات متحده آمریکا است که در Conejos County واقع شده‌است. کاپولین ۲٫۴۵ کیلومتر مربع مساحت و ۲۰۰ نفر جمعیت دارد و ۲٬۳۸۵ متر بالاتر از سطح دریا واقع شده‌است.